# 잉카 도로 체계

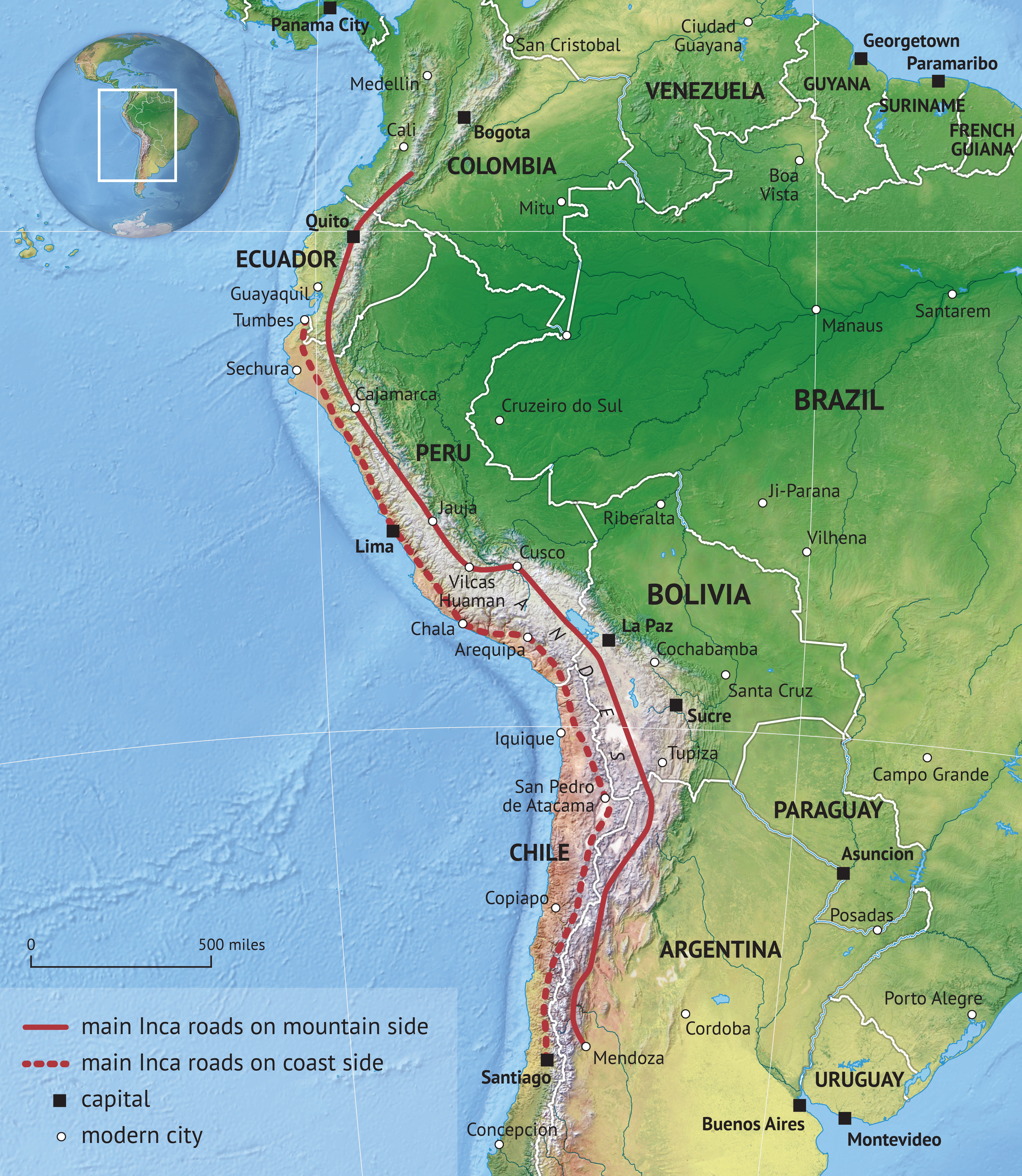

잉카 도로 체계(Inca road system)는 남아프리카의 콜럼버스 이전의 시대의 가장 넓고 진보된 교통 체계이다. 최소 40,000킬로미터 길이이다.:242 이 도로의 건설에 상당한 시간과 노력이 지출되었다.:634
이 도로망의 일부는 잉카제국을 앞서는 문화권, 특히 페루 북중부의 와리문화권과 볼리비아의 티아우아나코 문화권을 통해 건설되었다. 유네스코, 국제 자연 보전 연맹(IUCN) 등 여러 단체들이 대잉카로드를 통과하는 콜롬비아, 에콰도르, 페루, 볼리비아, 칠레, 아르헨티나 등 6개국의 정부 및 공동체와의 협업을 통해 이 망의 보호에 힘쓰고 있다.

잉카 도로 시스템(잉카 도로 시스템, 카팍 냔으로도 알려짐) 케추아어로 "왕도"를 의미한다)는 콜럼버스 이전 남아메리카에서 가장 광범위하고 발전된 교통 시스템이었다. 길이는 약 40,000 킬로미터(25,000마일)였다.:242 도로 건설에는 많은 시간과 노력이 필요했다.:634
네트워크는 공식적으로 구성되었다도로는 신중하게 계획, 설계, 건설, 표시 및 유지 관리되었으며, 필요한 경우 계단, 교량 및 옹벽과 같은 부속 구조물, 배수 시스템 등으로 포장되었다. 이 도로는 두 개의 남북 도로를 기반으로 했다: 하나는 해안을 따라, 두 번째이자 가장 중요한 내륙 및 산 위쪽 도로로, 두 도로는 모두 여러 갈래로 이루어져 있다. 그것은 로마 제국 시대에 건설된 도로망과 직접 비교할 수 있지만, 잉카 도로 시스템은 천 년 후에 건설되었다. 도로 시스템은 바퀴 없이 거의 2,000,000 평방 킬로미터(77만 평방 마일)에 달하는 영토 내에서 타완틴수유 또는 잉카 제국 내에서 정보, 물품, 군인 및 개인의 이동을 가능하게 했다그리고 약 1,200만 명이 거주하고 있다.
도로는 가장 효과적인 사용을 위해 건물들과 간격을 두고 경계를 이루고 있었다. 짧은 거리에는 달리는 메신저인 차스키를 위한 중계소가 있었고, 하루 걷기 간격으로 탐보스는 도로 이용자와 라마 무리 동물들을 지원할 수 있었다. 도로를 따라 상품을 재분배하기 위한 창고가 있는 행정 중심지인 퀼카스가 발견되었다. 잉카 제국의 경계와 새로 정복된 지역에서는 푸카라(성곽)가 발견되었다.
도로망의 일부는 잉카 제국 이전의 문화, 특히 페루 북부 중부의 와리 문화와 볼리비아의 티와나쿠 문화에 의해 구축되었다. 유네스코와 IUCN과 같은 다양한 기관들은 그레이트 잉카 로드가 통과하는 6개국(콜롬비아, 에콰도르, 페루, 볼리비아, 칠레, 아르헨티나)의 정부 및 지역사회와 협력하여 네트워크를 보호하기 위해 노력하고 있다.
현대에는 잉카 트레일에서 마추픽추로 가는 길과 같이 트레커들에게 잘 알려진 일부 도로가 관광에서 많이 사용되고 있다.
2021년 연구에 따르면 잉카 로드에서 20킬로미터 이내에 거주하는 지역사회의 임금, 영양, 학교 수준이 멀리 떨어진 유사한 지역사회에 비해 높은 것으로 나타났다.

## 중요성
사람들의 기억 이후로, 깊은 계곡과 높은 봉우리, 눈 덮인 산, 물의 늪, 살아있는 바위와 격렬한 강 옆을 통과하는 이 길만큼 위대한 길에 대해 읽어본 적이 없다고 믿는다. 어떤 부분에서는 평평하고 포장되어 있었고, 경사면에는 잘 만들어져 있었으며, 산에 의해 잘 닦여져 있었고, 산에 의해 잘 닦여져 있었으며, 벽이 있는 강에 의해 발굴된 바위들에 의해 계단과 휴식처가 있는 눈 속에 있었다. 모든 곳이 깨끗하고, 쓸려 나갔으며, 잔해가 없고, 주거지로 가득 차 있었으며, 귀중품 창고, 태양의 사원, 이 길에 있던 중계소들이었다.
— 페드로 시에자 데 레온
엘 세뇨리오 델 잉카. 1553년

현재 페루의 영토를 통합한 타완틴수유 강은 북쪽으로 현재의 에콰도르를 거쳐 콜롬비아의 로스 파토스 지역에 있는 안데스 산맥의 최북단 경계에 도달했다. 남쪽으로는 제국의 최남단 멘도사와 아타카마 땅까지 침투하여 현재 아르헨티나와 칠레 영토와 맞닿아 있었다. 칠레 쪽에서는 도로가 마이포 강에 도달했다. 잉카 로드 시스템은 북부 영토와 수도 쿠스코 및 남부 영토를 연결했다. 안데스 산맥이 걸쳐 있는 7,000개 이상의 킬로미터(4,300마일) 중 약 5,000개의 킬로미터(3,100마일)가 잉카 로드의 보호를 받았다.
히슬롭이 지적한 바와 같이, "키토, 투메밤바, 후아누코, 쿠스코, 추쿠토, 파리아, 치코나를 통과하는 시에라(산)의 주요 경로는 멘도사 강까지 5,658km에 달한다." (3,516마일)
도로망의 정확한 범위는 알려져 있지 않는다. 여행자와 학자들은 23,000 킬로미터(14,000마일) 에서 40,000 킬로미터(25,000마일):242 60,000 킬로미터(37,000마일)에 이르는 다양한 길이를 제안했다. 두 가지 주요 경로가 정의되었다: 동쪽 경로는 내륙에 있으며, 푸나 초원의 높이에 위치해 있다. 이는 4,000 미터(13,000피트) 이상 뻗어 있는 크고 물결치는 표면이다. 두 번째 경로는 현재 페루-에쿠아도르 국경의 텀베스 지역에서 시작하여 해안 평야를 따라가는 서쪽 경로이다, 그러나 산기슭을 감싸고 있는 해안 사막은 포함되지 않는다. 이 서부 도로는 현재의 팬아메리칸 하이웨이를 남미 태평양 연장으로 윤곽을 드러낸다.
페루 정부의 후원을 받고 이전 연구와 조사를 바탕으로 한 Proyecto Qhapaq ñan에서 수행된 최근 조사에 따르면, 도로 시스템의 또 다른 분기가 안데스 산맥의 동쪽에 존재했을 가능성이 높으며, 이는 후아누코 팜파 행정 중심지와 아마존 지방을 연결하며 약 470 킬로미터(290마일)의 길이를 가지고 있다.
서쪽 산을 가로지르는 20개 이상의 횡단 경로가 있었고, 다른 경로들은 산악 지대와 저지대의 동부 코딜레라를 횡단하여 두 주요 경로와 인구 밀집 지역, 행정 중심지, 농업 및 광업 지대, 그리고 광대한 잉카 영토의 여러 지역에 있는 의식 중심지와 신성한 공간을 연결했다. 이 도로들 중 일부는 해발 5,000 미터(16,000피트) 이상의 고도에 도달한다.:242

### 네 가지 경로
잉카 제국 시대 동안 이 도로는 공식적으로 쿠스코에서 타완틴수유가 분할된 4개의 수유(주)로 향하는 4개의 주요 방향으로 이어졌다. 쿠스코는 페루의 중심지였다: 잉카-스페인 연대기 작가 잉카 가르실라소 데 라 베가 주 "잉카족의 언어로 코즈코는 지구의 배꼽을 의미한다." 이 네 지역은 북쪽으로는 친차이수유, 남쪽으로는 콜라수유, 동쪽으로는 안티수유, 서쪽으로는 아마존 지역의 하류 계곡, 태평양 연안의 하류 계곡으로는 콘티수유로 명명되었다.
잉카 제국에서 북쪽으로 향하는 경로는 건설적인 특성에서 볼 수 있듯이 가장 중요한 경로였다: 폭은 3미터에서 16미터 사이였다:108 그리고 그 주변과 영향 지역 모두에서 중요한 고고학적 흔적의 크기. 이 경로가 현재 페루 영토의 빌카슈아만, 소사, 타르마탐보, 푸푸, 후아누코 팜파, 카자마르카, 후앙카밤바와 같은 쿠스코 외곽의 타완틴수유족의 가장 중요한 행정 중심지를 통과하고 조직하는 것은 우연이 아니다. 그리고 에콰도르의 잉가피르카, 토메밤바 또는 리오밤바. 잉카스인들은 이를 쿠스코에서 출발하여 키토에 도착하는 주요 도로 또는 왕실 도로인 "카팍 녜안"으로 간주했다. 키토 북쪽에서 에콰도르의 카르치와 임바부라 주와 16세기에 잉카 제국에 편입되기 시작한 콜롬비아의 현재 나리뇨 부서에 의해 제국의 진격을 알리는 방어 정착지에서 잉카의 존재가 인식되고 있다.
콜라수유의 경로는 쿠스코를 떠나 남쪽을 가리키며, 두 갈래로 나뉘어 티티카카 호수(동쪽과 서쪽 해안)를 피하고 다시 볼리비아 알티플라노 영토를 가로지르다. 그곳에서 도로는 타완틴수유의 최남단 경계를 향해 나아가고 있었다. 한 갈래는 현재 아르헨티나 멘도사 지역을 향하고 있었고, 다른 갈래는 이미 기본적인 도로망을 개발한 칠레 땅의 디아귀타족과 아타카마족의 고대 영토를 관통하고 있었다. 그곳에서 세계에서 가장 건조한 사막인 아타카마 사막을 건너 콜라수유 경로는 현재 산티아고 대도시 지역에 있는 마이포 강에 도달했다. 잉카족의 진격 흔적은 발견되지 않았다.
콘티수유 도로는 페루 남부의 아레키파, 모케구아, 타크나 지역에 해당하는 쿠스코와 해안 지역을 연결할 수 있게 해주었다. 이 도로들은 매우 다양한 생태 바닥을 가로지르기 때문에 자연 자원의 상호 보완성을 보장하는 횡단 경로이다. 코딜레라의 높이에서 해안 공간까지의 하강 고도가 매우 다양하다.
안티수유의 도로는 가장 적게 알려져 있고 흔적의 수가 적는다. 이 도로는 세자 데 정글라 또는 아마존 안데스 지역으로 침투하여 고고학적 증거 보존이 더 어려운 아마존 열대우림으로 이어졌다. 이 지역에 대한 잉카 제국의 진정한 물리적 확장은 명확하지 않는다.

## 도로의 목적
잉카인들은 제국을 여행하는 사람들의 교통수단에서부터 군사적, 종교적 목적에 이르기까지 다양한 이유로 도로 시스템을 사용했다. 도로 시스템은 제국의 한 지역에서 다른 지역으로 사람들이 빠르게 이동할 수 있게 해주었다. 군대와 노동자 모두 도로를 이용해 이동하고, 탬보를 이용해 휴식을 취하며 먹이를 얻었다. 또한 차스키를 통해 이동하는 정보와 귀중한 작은 물품들의 빠른 이동도 가능했다.잉카족은 가능한 한 도로의 직선성을 우선시하여 거리를 단축했다.
히슬롭에 따르면 도로는 잉카 제국 확장의 기초가 되었다. 가장 중요한 정착지는 주요 도로에 위치했으며, 이는 오래된 도로의 존재로 미리 정해진 규정에 따른 것이었다. 잉카인들은 계곡에 정착한 인구와의 접촉을 피하고 동시에 빠른 소통의 직선 경로를 제시하기 위해 알티플라노 또는 푸나 지역을 대체하는 데 선호했다. 다른 연구자들은 잉카 정착지와 도로의 위치를 결정짓는 추가적인 요인들을 지적했다. 예를 들어, 낮은 온도와 건조한 기후로 특징지어지는 알티플라노 고원 지역에서 선호되었던 통제 구역의 중간 위치 설정, 특정 상품의 필요성, 저장 필요성 등이 있다. 예를 들어, 화누코 팜파의 행정 중심지에는 총 497마리의 콜라가 포함되어 있으며, 이 콜라는 세제곱미터 37,100마리(131,000㎥)에 달하며 12명에서 15,000명 사이의 인구를 수용할 수 있었다. 코타파치(현재 볼리비아 코차밤바 지역)에는 중요한 마을에서 멀리 떨어진 곳에 2,400마리의 콜카 그룹이 있었다. 콜카는 주로 곡물과 옥수수를 저장하는 장기 저장고였다, 그것은 매우 긴 유통기한을 가지고 있어서 충돌 시 군대의 장기 보관에 이상적이었다.:308
히슬롭에 따르면 잉카 도로 시스템의 사용은 당국에 맡겨져 있었다. 그는 다음과 같이 말한다: « 군인, 포터, 라마 카라반이 주요 사용자였으며 귀족과 공무 중인 다른 개인들도 마찬가지였다... 다른 피험자들은 허가를 받아야만 도로를 걸을 수 있었다... » 그럼에도 불구하고 그는 «도 일정량의 개인 교통이 있었다는 것을 인식하고 있다... 이에 대해 알려진 바가 거의 없다. 도로 옆에는 일부 지역 구조물(랜치요라고 함)이 존재하여 개인 무역 교통도 존재했음을 추론할 수 있다.
식민지 시대에 스페인의 페루 정복 이후 잉카 도로의 사용은 대부분 중단되었다. 정복자들은 잉카 도로를 이용해 수도 쿠스코에 접근했지만, 그런 도로에서는 사용할 수 없는 말과 소 수레를 사용했고, 곧 대부분의 도로가 버려졌다. 오늘날 이 네트워크의 약 25%만이 여전히 존재하며, 나머지는 전쟁(정복, 봉기, 독립 또는 국가 간), 넓은 영토 포기와 관련된 경제 모델의 변화, 마지막으로 현대 인프라 건설 등으로 인해 19세기와 20세기 동안 히스패닉 이전 도로의 윤곽에 새로운 통신 채널이 중첩되었다.

### 교통

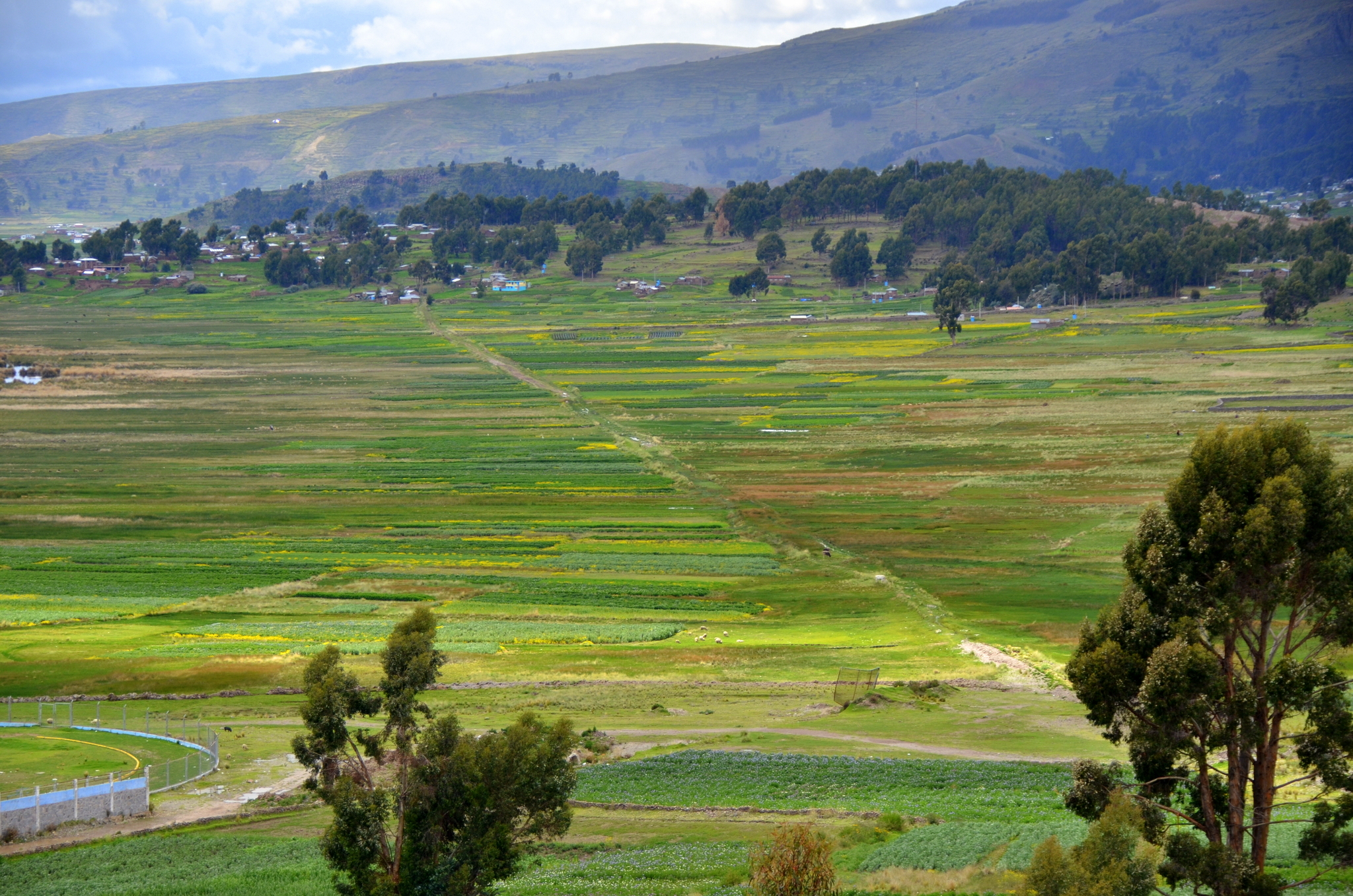
페루 추쿠토 미라도르에서 본 티티카카 호수와 접해 있는 잉카 도로.

교통수단은 콜럼버스 이전 아메리카에서처럼 도보로 이루어졌다. 바퀴가 교통 수단으로 사용된 것은 알려지지 않았다. 잉카는 도로에서 두 가지 주요 교통 수단을 사용했다: 제국 전역에서 정보를 전달하는 차스키(러너)와 가벼운 귀중품을 운반하는 라마 카라반이었다.
라마는 큰 무리에서 무리를 지어 동물로 사용되었다. 가벼운 동물로 많은 것을 운반할 수는 없지만 매우 민첩한다. 제국 전역으로 많은 양의 상품을 운송하려면 잉카족이 라마 무리를 사용하고 두세 명의 목동을 두는 것이 더 효율적이었다.:242 H에르드맨들은 짐을 나르는 동물들을 가파른 산길로 몰아넣어 추가 생명의 위험 없이 운반 능력을 향상시켰다. 라마는 부드럽고 패딩 처리된 발굽을 가지고 있어 접지력이 좋고 도로 표면에 미치는 영향이 미미한다. 현대 카라반에서도 사용되는 카라 종족(단발 품종)의 라마는 하루에 20 킬로미터(12마일)의 거리를 두고 약 30 킬로그램(66파운드)를 운반할 수 있으며, 필요할 때는 짧은 여행을 위해 최대 45 킬로그램(99파운드)까지 운반할 수 있다. 라마는 자연 식생을 먹이로 삼는다.:168

### 무역
도로와 다리는 잉카 국가의 정치적 결속과 그 안에서 상품의 재분배에 필수적이었다.:632 제국의 모든 자원은 지배 엘리트의 소유였다. [1] 모든 상품의 관리가 중앙 당국의 통제 하에 있었기 때문에 제조업체 또는 생산자와 구매자 간의 상업적 교류는 이루어지지 않았다. 상품의 재분배는 수직 군도로 알려졌으며, 이 시스템은 잉카 제국 전역에서 무역의 기초를 형성했다.:118 제국의 각 지역마다 자원이 달랐기 때문에 도로는 제국이 필요한 다른 지역에 상품을 분배하는 데 사용되었다. 도로는 제국의 모든 지역이 만족할 수 있도록 정해진 시스템을 통해 제국의 수많은 자원을 분배할 수 있게 해주었기 때문에 잉카 제국의 힘을 강화했다.:120 그럼에도 불구하고, 학자들은 캐러밴을 타는 사람들과 마을 사람들 사이에 일종의 "2차 교환"과 "매일 교환"이라는 가능한 상품 교환이 있었다고 지적했다.

### 군대
이 도로는 제국의 행정 및 군사 통신, 인력 이동, 물류 지원을 위한 쉽고 신뢰할 수 있으며 빠른 경로를 제공했다. 잉카는 영토를 정복하거나 지역 영주를 설득하여 동맹이 되도록 한 후 새로운 지배 영토로 도로 시스템을 확장하는 등 군사-정치 전략을 사용했다. 따라서 카팍 뇨안은 새로 정복된 지역에서 잉카 지배의 이념적 존재를 보여주는 영구적인 상징이 되었다. 도로 시스템은 제국 군대의 이동과 새로운 정복 준비, 봉기와 반란 진압을 용이하게 했다. 그러나 잉카가 재분배 목적으로 매년 생산하고 저장한 잉여 물자를 새로 편입된 인구들과 공유하는 것도 허용되었다. 군대는 주로 군사 행동을 지원하는 것뿐만 아니라 토목 공사를 지원하기 위해 자주 이동했다. 요새 또는 푸카라는 주로 국경 지역에 위치해 있었으며, 이는 제국에 새로운 영토를 확장하고 합병하는 과정을 나타내는 공간적 지표였다. 실제로 타완틴수유 북쪽에서는 목초지가 풍부한 것으로 알려진 북부 영토를 통합하는 작업의 증거로 더 많은 수의 푸카라가 발견되었다. 남쪽에는 아르헨티나의 멘도사 주변과 칠레의 마이포 강가에 풍부한 유적이 있으며, 요새의 존재는 제국의 최남단 지점에 있는 도로의 경계선을 표시한다.

### 종교

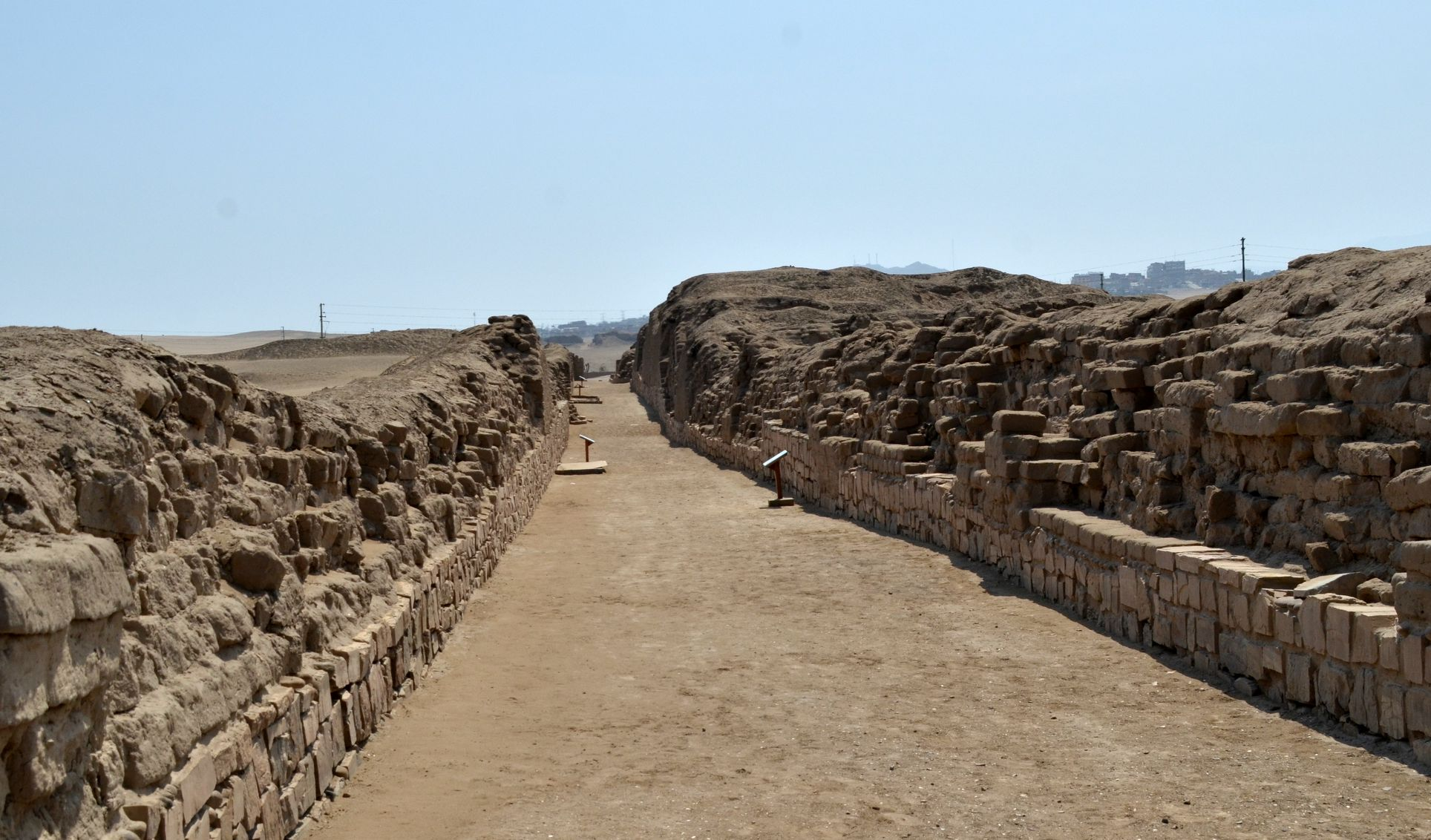
파차카막 보호구역의 잉카 해안 도로

고도가 높은 신사는 자연 숭배와 직접적으로 관련이 있으며, 특히 잉카인들이 산 정상에 종교 구조물을 건설하여 공식화한 잉카 사회의 전형적인 산과 관련이 있다. 산은 오늘날에도 여전히 존재하는 안데스 신앙의 우주에서 아푸스 또는 신으로, 자연의 미래와 인간 존재와 관련된 영적 의미를 지니고 있다. 잉카인들은 이 신앙의 일환으로 산 정상에서 어린이, 상품, 라마를 제물로 바치는 등 많은 의식을 거행했다. 그러나 모든 산이 동일한 종교적 의미를 지니고 있지도 않았고 모든 산에 성소가 세워진 것도 아니었다. 예배를 위해 산 정상에 오르는 유일한 방법은 도로 시스템을 높은 고도의 길로 연결하여 성지에 도달하는 것이었다. 이 길들은 지상과 신성한 공간이 만나는 지점에서 봉우리로 절정을 이루는 의식 도로였다. 그 중 일부는 기슭에서 시작하여 해발 5,949피트(19,518피트)의 고도로 정상에 오르는 도로가 있는 차니 산과 같이 해발 고도가 높은 곳에 도달했다.
고도가 높은 신사 외에도 도로 주변, 특히 수도 쿠스코 주변에는 제케 시스템의 일부인 와카라고 불리는 많은 성지나 종교 유적지가 있었다. 이 신사들은 자연적이거나 수정된 풍경의 특징이자 잉카인들이 예배를 위해 방문했던 건물들이었다.:163
일부 중요한 예배 장소는 주요 잉카 도로로 직접 연결되어 있었다. 오늘날의 리마 바로 남쪽에 있는 해안 도로가 통과하는 파차카막 성소의 경우도 마찬가지이다.

## 역사

### 잉카 제국 시대

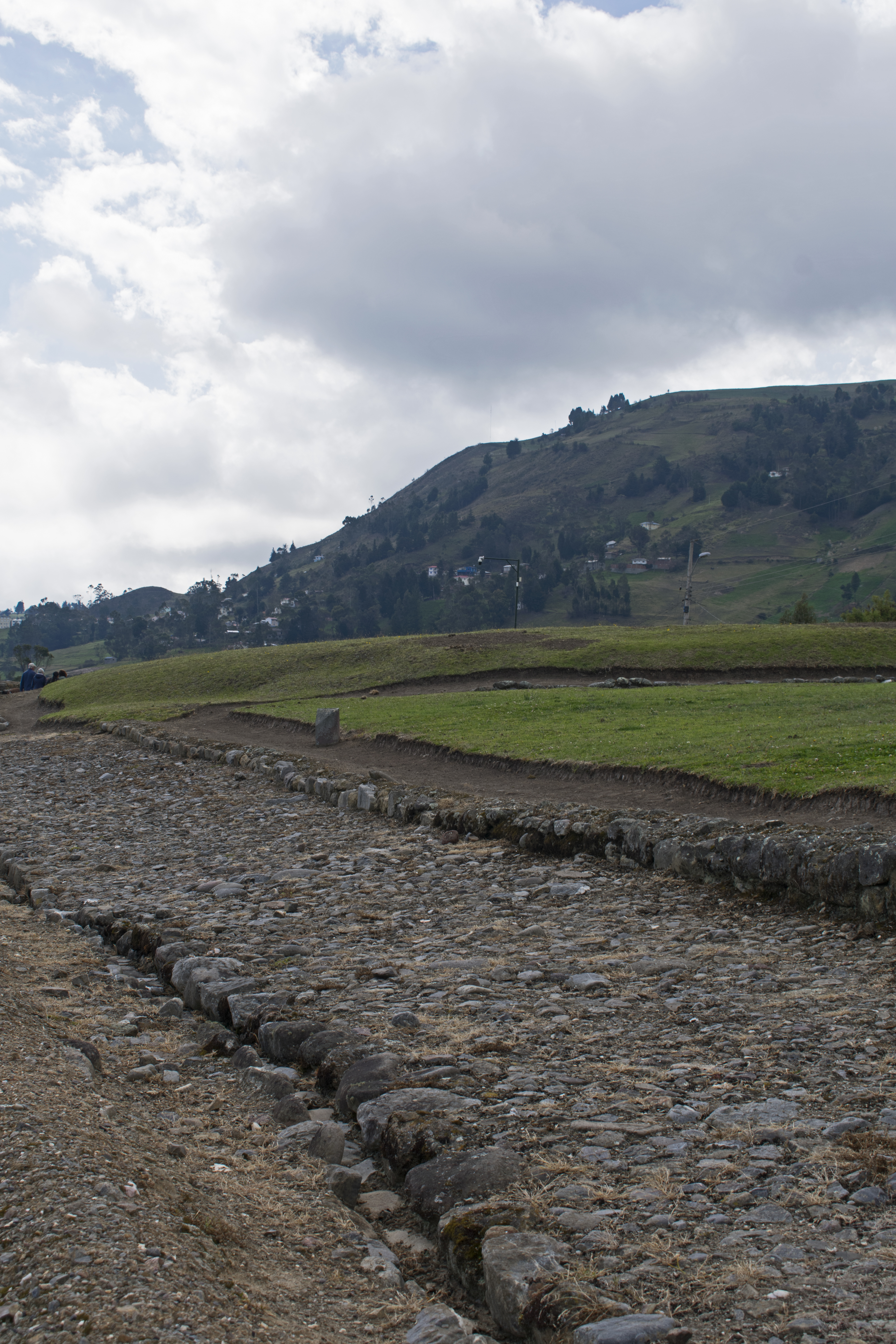
에콰도르 잉가피르카에 있는 잉카 도로의 보존된 구간

이 시스템의 대부분은 잉카인들이 여러 전통적인 경로에 대한 독점적 권리를 주장한 결과로, 그 중 일부는 수세기 전 페루 중부 고원의 와리 제국과 티와나쿠 문화에 의해 건설되었다. 후자는 서기 6세기에서 12세기 사이에 현재 페루와 볼리비아 영토인 티티카카 호수 주변에서 발전하여 복잡하고 발전된 문명을 구축했다. 많은 새로운 도로 구간이 잉카인들에 의해 건설되거나 크게 업그레이드되었다: 칠레의 아타카마 사막을 관통하는 구간과 티티카카 호수 서쪽 가장자리를 따라 건설된 구간이 두 가지 예로 사용된다.:242:97
잉카인들의 통치는 중기 후기(서기 1000년에서 1450년 사이)에 시작되었으며, 이 시기에는 이 그룹이 쿠스코 지역만을 지배했다.잉카 파차쿠티크는 수십 년 후 타완틴수유가 될 것에 대한 변화와 확장이 시작되었다. 제국의 역사적 단계는 1438년경 쿠스코 주변 지역 주민들과의 분쟁을 해결한 잉카인들이 나스카에서 파차카막 및 친차이수유의 다른 지역에 이르는 해안 계곡 정복을 시작하면서 시작되었다. 그들의 전략은 통합된 영토를 쿠스코 및 다른 행정 중심지와 연결하여 병력과 공무원의 이동을 가능하게 하는 도로 구조를 수정하거나 건설하는 것이었다. 잉카족의 군사적 진격은 주로 새로운 지역이 합병되고 영토가 통합되기 전의 외교적 합의에 기반을 두고 있었으며, 전쟁을 최후의 수단으로 고려했다. 도로 시스템으로 연결된 도시와 행정 중심지의 기반은 새로운 통합 민족 집단에 대한 국가 통제를 보장했다. 토파 잉카 유판키는 파차쿠티크를 계승하여 1463년경 키토의 북쪽 끝 지역에 이르는 치무족을 정복했다. 이후 그는 정복지를 정글 지역인 차르카스와 남쪽의 칠레까지 확장했다.

### 식민지 시대
식민지 초기 몇 년 동안, 카팍 냔족은 질병과 전쟁으로 인해 원주민의 수가 급격히 감소하면서 버려지고 파괴되는 단계를 겪었다. 50년 만에 인구가 1,200만 명 이상에서 약 110만 명으로 감소했다. 그리고 도로 유지를 위한 노동력을 제공하는 사회 구조를 파괴했다. 잉카 도로의 사용은 부분적으로 변화하여 식민지와 이후 부왕령의 새로운 정치적, 경제적 목표에 맞게 조정되었으며, 경제 구조는 광물 채굴과 상업 생산에 기반을 두고 있었다. 이는 영토 사용에 극적인 변화를 암시했다. 이전의 종단 및 횡단 영토 통합은 안데스 계곡과 알티플라노를 해안과 연결하여 제품, 특히 금과 은의 수출을 가능하게 하는 것으로 축소되었으며, 이는 해안으로, 그곳에서 스페인으로 흐르기 시작했다. 아대륙 수준에서 네트워크 해체의 핵심 요인은 신흥 생산 중심지(영토 및 광산)와 해안 항구를 연결하는 새로운 경로의 개설이었다. 이러한 맥락에서 새로운 필요를 충족하는 경로만 사용되었고, 나머지는 사용되지 않았다. 특히 잉카 제국의 발전기에 건설된 요새와 연결된 경로나 농업 공간과 행정 중심지를 연결하는 경로는 제외되었다. 그럼에도 불구하고, 성소에 접근할 수 있는 의식 도로는 정복 이후 안데스 역사적 순간을 특징짓는 종교적 혼합주의 하에서 계속 사용되었다.
1553년 시에자 데 레온은 도로의 포기를 언급하며 많은 곳에서 이미 파괴되고 취소되었지만, 그것이 위대한 것임을 보여준다고 말했다. 연대기 작가들의 존경은 도로 시스템을 포기하고 파괴하기보다는 유지하고 통합해야 한다는 스페인 통치자의 필요성을 설득하기에 충분하지 않았다. 잉카 도로를 포기하고 스페인 권력의 중심지와 연결하기 위해 새로 건설된 정착지(일종의 강제 수용소라고 함)로 지역 인구를 줄인 것도 잉카 도로를 포기하고 새로운 정착지를 건설한 원인 중 하나였다. 또 다른 중요한 요인은 정복자들이 도입한 말과 노새의 도로가 부족하다는 점이었으며, 이는 가벼운 라마를 대체하는 새로운 무리 동물이 되었다.
스페인에서 유래한 새로운 농업조차도 주로 곡물로 구성되어 있으며, 때로는 여러 안데네(농업 테라스)를 절단하고 결합하여 비옥한 토양을 줄이는 등 영토의 외관을 변화시켰다. 이는 비로 인한 침식으로 인해 비옥한 토양을 감소시켰다. 히스패닉 이전의 농업 기술은 식민지 개척자들에 의해 버려지거나 주변 공간으로 옮겨졌다.
네트워크의 일부는 계속 사용되었고, 상점과 상점으로 개조된 탐보와 같은 일부 장비는 스페인의 전통에 맞춰 농민 생산이 판매되기 시작했다. 탐보는 다양한 삶의 방식을 위한 만남의 공간으로 새로운 단계에 접어들었고, 결국 새로운 사회 및 영토 구조를 통합하게 되었다.

### 식민지 이후와 현대

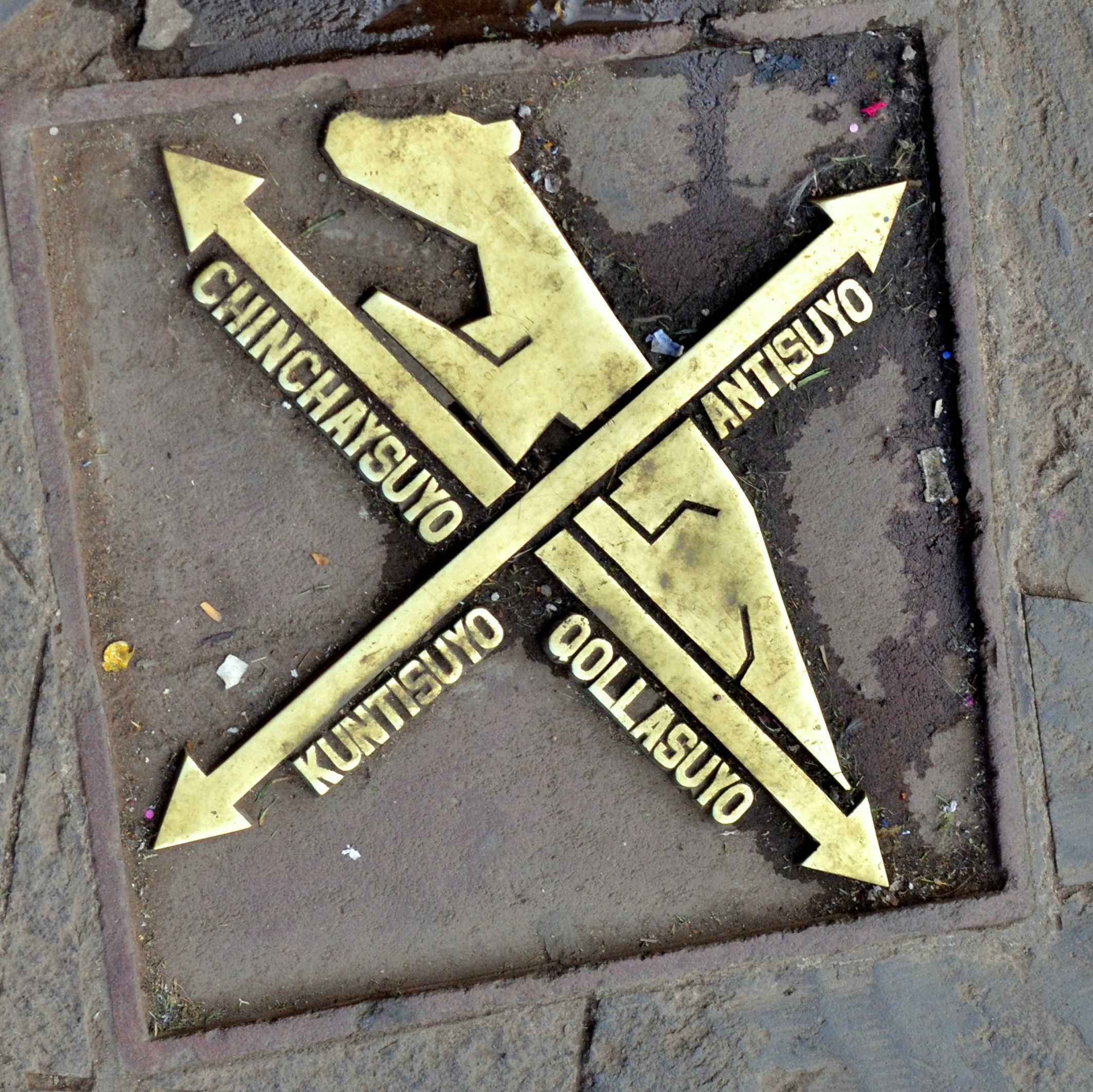
페루 쿠스코 - 잉카 제국의 4개 지역(수유)의 4개 방향을 나타내는 명판

스페인으로부터 독립한 후 19세기 내내 미국 공화국들은 영토에 큰 변화를 주지 못했다. 페루의 경우, 식민지가 구축한 영토 구조는 유지되면서 산과 해안의 생산을 추출과 수출의 논리로 연결하는 고리가 공고해졌다.
현대 도로와 철도의 건설은 이 논리에 맞게 조정되었다. 이는 해안과의 소통을 우선시했으며, 생산 경로를 해안 축과 항구로 연결하기 위해 안데스 산맥 계곡으로 횡단하는 횡단 관통 축으로 보완되었다. 18세기 말에는 구아노와 함께 국제 시장에 원자재를 공급하기 위한 대규모 영지가 개발되었기 때문에 페루의 해상 항구는 특별한 관련성을 띠게 되었다.그리고 생산 공간에서 충분한 접근성이 요구되는 격렬한 활동이 있다. 알티플라노 남쪽에는 여전히 잉카 도로의 일부가 사용되어 국제 시장에서 수요가 많았던 알파카와 비쿠냐 양모 생산의 주요 중심지에 접근할 수 있었다.
안데스 산맥을 따라 형성된 20세기 도로 조직은 해안을 따라 형성된 팬아메리칸 고속도로를 우선시했으며, 대략 해안 잉카 도로의 흔적을 따라갔다. 이 고속도로는 서쪽에서 동쪽으로 이어지는 계곡 경로와 연결되었고, 북쪽에서 남쪽으로 이어지는 잉카 도로는 대부분 지역 보행자 통행으로 축소되었다.
2014년에 도로 시스템은 유네스코 세계문화유산이 되었다.

## 잉카 도로의 건축과 공학

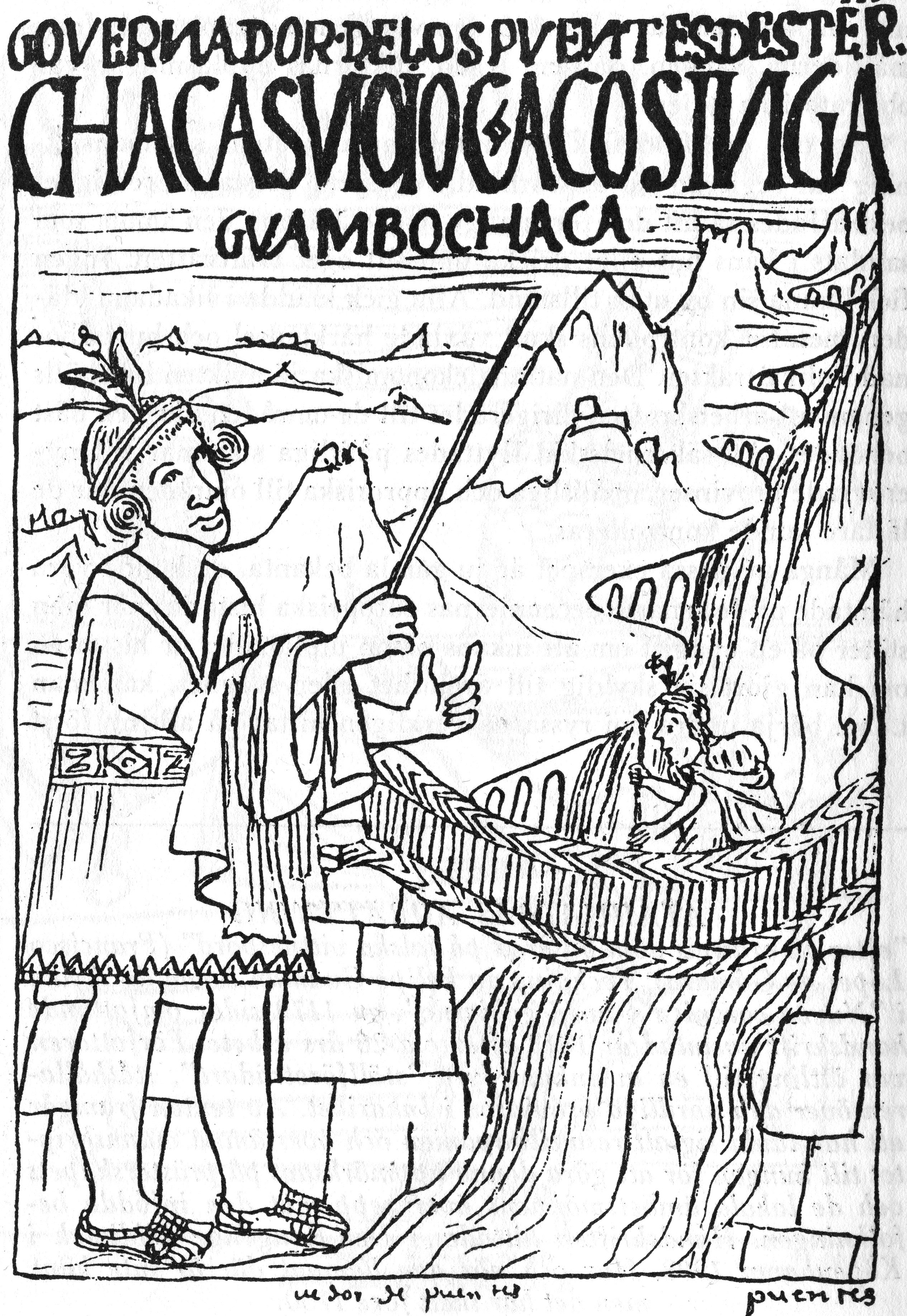
잉카 다리 관리자

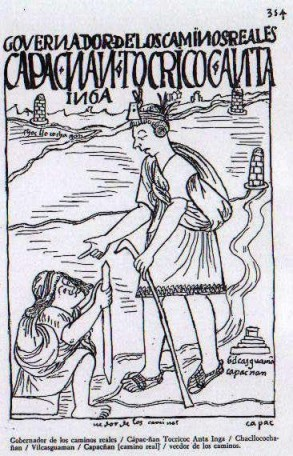
왕도 관리자

잉카인들은 기존의 여러 소규모 도로 네트워크를 확장하고 강화하며, 이전 인프라를 적응하고 개선하고, 정식 도로 시스템을 구축하고, 도로를 보호하고 사람, 물품 및 정보의 교환을 용이하게 하는 유지보수 시스템을 제공함으로써 도로 시스템을 구축했다. 그 결과, 쿠스코에서 출발한 아대륙 차원의 훌륭한 도로 네트워크는 타완틴수유의 영토 분할을 나타내는 네 가지 주요 방향으로 향하게 되었고, 잉카인과 그의 장교들은 아무리 멀리 떨어져 있어도 도로에 순환하는 모든 것을 알 수 있었다.
잉카족은 안데스 산맥의 어려운 영토를 극복하기 위한 기술을 개발했다. 가파른 경사면에는 돌계단을 쌓고, 해안 근처 사막 지역에는 모래가 도로 위로 떠내려가지 않도록 낮은 벽을 쌓았다.:301

### 건설 및 유지보수
건설과 유지보수에 필요한 인력은 정복된 사람들이 국가에 제공하는 일종의 세금 작업인 미타를 통해 확보되었다. 이를 통해 잉카 제국은 도로와 관련 인프라(교량, 탐보, 창고 등)의 유지보수를 포함한 필요한 물품을 생산하고 필요한 서비스를 수행했다.
노동은 도로와 다리의 개발, 통제 및 운영과 통신을 담당하는 관리들에 의해 조직되었다. 연대기 작가 펠리페 과만 포마 데 아얄라는 이 당국이 잉카의 귀족 친척인 쿠스코 주민들 중에서 선택되었다고 언급했다. 주요 관리는 세 명이었는데, 왕실 도로 관리자, 다리 관리자, 샤스키 관리자였다. 또한 여러 아모조나도레스나 랜드마크 건설자들도 있었다.

### 건축 구성 요소
히슬롭 은 도로가 매우 다양한 환경과 경관으로 설정되어 있기 때문에 도로 건설 기준이 없다고 지적했다.

#### 도로 및 포장
산과 높은 숲에서는 정확하게 배열된 포장 돌이나 자갈을 사용하여 포장을 하고 평평한 면을 위쪽으로 향하게 하여 균일한 표면을 만들려고 노력했다. 그럼에도 불구하고 모든 도로가 포장된 것은 아니었다. 안데스 푸나와 해안 사막에서는 보통 흙이나 모래를 포장하거나 초지를 흙이나 모래로 덮어 도로를 만들었다. 카즈마(페루주 앤캐시 주)의 팜파 아푸에라 도로와 같은 식물성 섬유로 포장한 증거도 있다.
도로의 폭은 1에서 4 미터(3.3에서 13.1피트) 사이에서 다양했다,:245 일부는 훨씬 더 넓을 수 있지만, 예를 들어 화누코 팜파로 이어지는 25 미터(82피트) 길이의 도로가 있다. 도로 시스템에서 가장 많은 사람들이 이용하는 쿠스코에서 키토까지의 구간은 토지 가치가 높은 농업 지역에서도 항상 4 미터(13피트)를 초과하는 폭을 가지고 있었다. 일부 구간은 16 미터(52피트)의 폭에 도달하기도 했다. 도시와 행정 중심지 근처에는 두세 개의 도로가 평행하게 건설되었다는 증거가 있다. 북쪽 해안 도로에서 기록된 최대 폭은 35 미터(115피트)이며, 남쪽 해안 도로의 평균 폭은 8.5 미터(28피트)이다.

#### 측벽과 돌줄
돌과 벽은 도로의 너비를 표시하고 신호를 보내는 역할을 했다. 해안과 산에서는 아도비를 준비하기 위해 돌과 진흙과 같은 건축 자재를 사용할 수 있었기 때문에 도로 양쪽에 벽을 쌓고 농경지와 격리하여 보행자와 캐러밴이 농작물에 영향을 미치지 않고 이동할 수 있었다. 평지와 사막에서는 이러한 벽이 도로를 덮는 것을 막을 수 있었을 가능성이 높다. 벽이 없는 상황에서 인적이 드문 지역의 도로는 모래 속으로 밀려드는 돌줄과 나무 기둥을 경로 표시로 사용했다. 돌줄은 비슷한 크기와 모양의 돌로 만들어 서로 나란히 배치하고 도로의 한쪽 또는 양쪽 가장자리에 일종의 연석으로 배열했다. 일부 경우에는 돌의 측면이 가장자리에 있는 것으로 관찰되었다.

#### 밭고랑 , 도랑, 이랑의 홈
도로의 가장자리를 구분하는 데 사용되는 엄격한 구성 요소는 아니지만, 양쪽에 고랑이 도로를 구분하는 경우가 있다. 이러한 고랑의 예는 아레키파의 찰라 지역 남쪽에 위치한 해안 지역에서 발견되었다.

#### 옹벽
옹벽은 돌, 아도비 또는 진흙으로 만들어졌으며 언덕 위에 세워졌다. 이 벽들은 도로의 플랫폼을 형성하거나 경사면을 따라 미끄러질 수 있는 흙을 지탱하기 위해 평평한 충전재를 포함하고 있었다. 일반적으로 산에서 해안으로 이어지는 횡단 도로에서 볼 수 있듯이 말이죠.

#### 배수
지속적인 강우로 인해 산과 정글에서는 도랑이나 암거를 통한 배수가 더 빈번하게 이루어졌다. 다른 도로 구간에서는 도로 축을 따라 가로로 긴 수로와 짧은 배수구를 기반으로 한 관절식 시스템을 통해 빗물 배수가 이루어졌다. 산비탈을 따라 옹벽이 사용되었으며, 테라스를 지지하는 데 사용된 것과 유사하다. 습지를 건널 때 도로는 종종 지지대 벽으로 지지되거나 둑길에 건설되었다.

#### 도로 표시
특정 거리에서는 도로의 방향이 돌더미(스페인어로 모존)로 표시되어 있었으며, 일반적으로 도로 양쪽에 일종의 이정표가 세워졌다. 이 돌들은 잘 쌓인 돌기둥으로 이루어져 있었으며, 먼 거리에서 눈에 띄기 위해 종종 전략적으로 돌출된 돌기둥이었다.

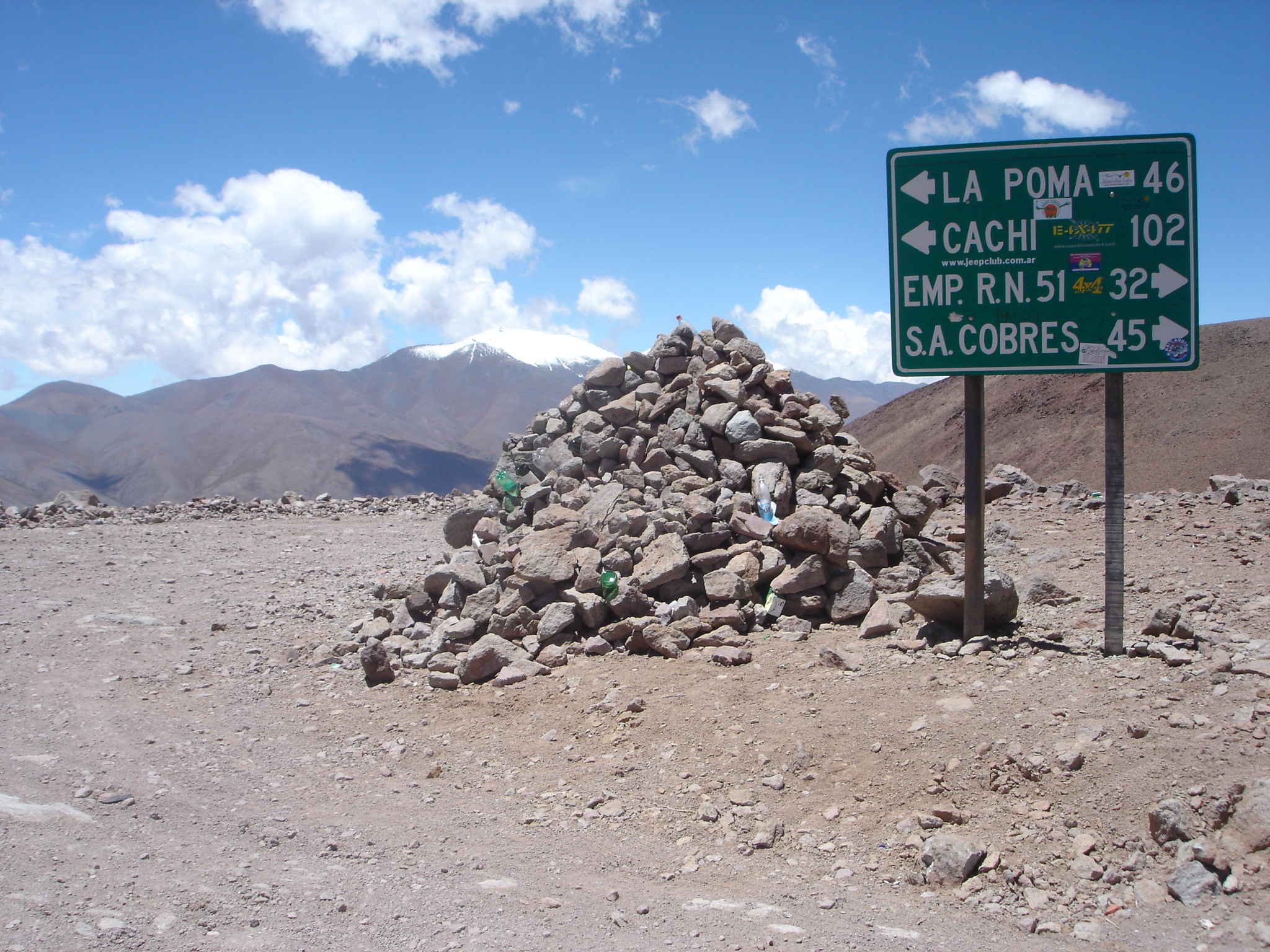
현재 아르헨티나 살타 주 잉카 도로 시스템 남부의 아파치타

아파치타(남미 케언즈)는 여행자들이 점진적으로 축적하여 형성한 다양한 크기의 돌무더기로, 여행자들이 좌절로부터 여행을 보존하고 성공적인 마무리를 위해 돌을 쌓아 올렸다. 아파치타는 통행로나 여행자들의 "관심 지점"과 같은 과도기적 공간에서 도로변에 위치해 있었다. 이 관행은 식민지와 부왕령 시절에 이교도적 성격 때문에 비난받았으며, 사제들은 이를 해체하고 대신 십자가를 심으라는 명령을 받았다. 그럼에도 불구하고 아파치타를 만드는 전통은 중단되지 않았고, 다양한 크기의 십자가나 제단에는 돌무더기가 동반되었다.

#### 그림과 모형
바위 대피소나 절벽과 같은 일부 장소에서는 도로 옆에 암벽화를 보여주는데, 이는 신호화를 강화한 것으로 해석할 수 있다. 일반적으로 주모픽으로 그려진 그림은 전형적인 잉카의 디자인과 색상에서 양식화된 낙타과에 해당한다. 돌에 직접 새겨진 인물도 발견된다.
도로변에 있는 다양한 크기의 암석은 지리의 신성화를 표현하기 위해 이 지역의 산이나 중요한 빙하의 형태를 나타낼 수 있으며, 하나 이상의 암석으로 구성될 수 있다.

### 코즈웨이즈
습한 지역에서는 둑을 쌓아 둑길을 만들고, 암석 지형에서는 바위에 길을 파거나 옹벽이 있는 인공 테라스를 통과해야 했다.티티카카 호수 해안과 같은 중요한 둑길은 우기와 건기가 번갈아 가며 호수 수위의 주기적인 변화를 고려하여 건설되었다. 그 아래에는 물이 자유롭게 흐를 수 있도록 돌다리가 있었다.

### 계단
부조의 거칠음과 불리한 환경 조건으로 인한 한계를 극복하기 위해 잉카 엔지니어들은 다양한 해결책을 설계했다. 바위가 많은 노두에서는 도로가 좁아져 잦은 회전과 옹벽으로 지형에 적응했지만, 특히 가파른 경사면에서는 계단이나 경사로의 비행이 바위에 건설되거나 조각되었다.

### 다리

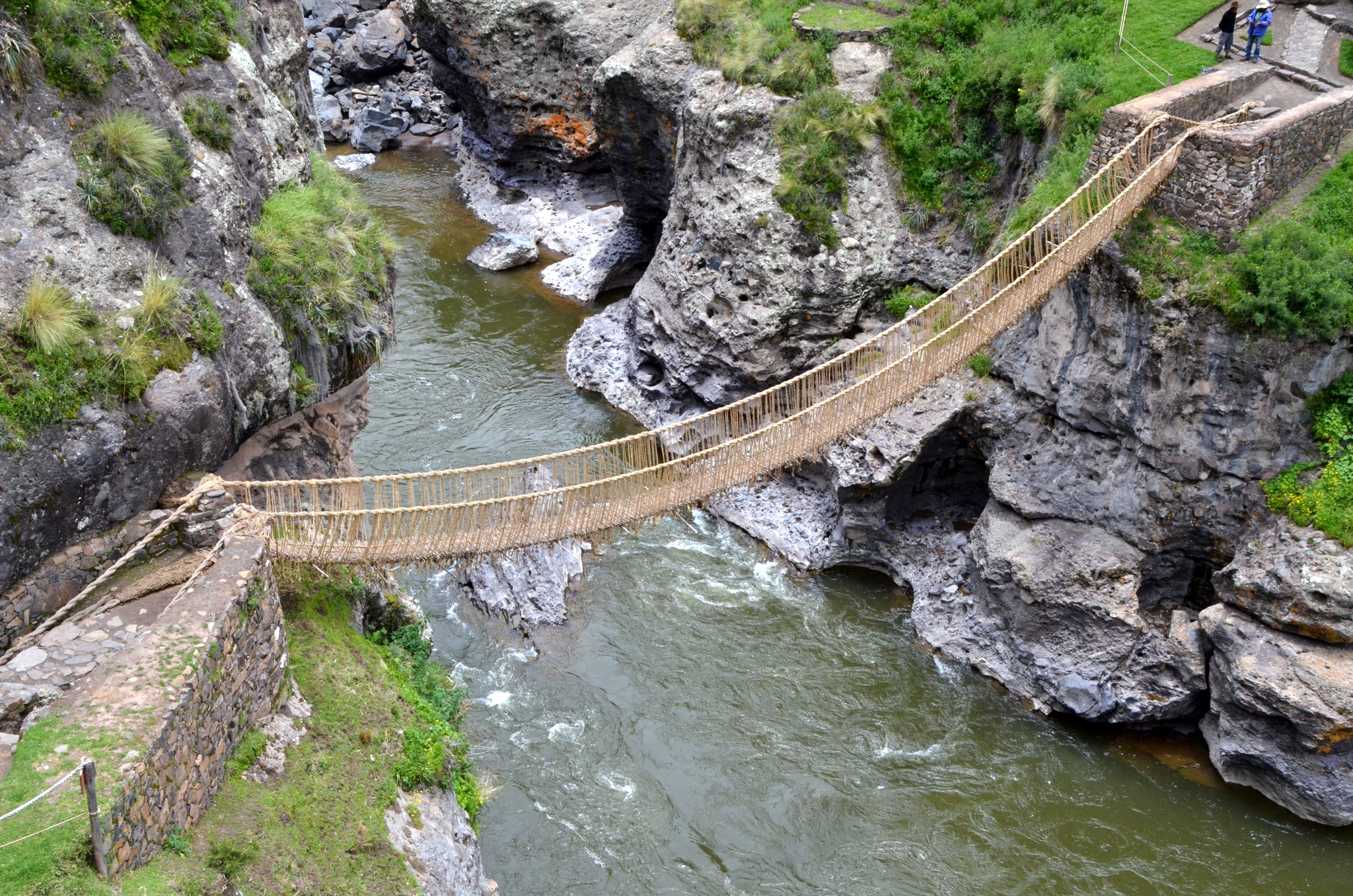
페루 후인치리 인근 아푸리막 강에 있는 잉카 현수교의 전형적인 예

T여기에는 도로 시스템 전반에 걸쳐 여러 종류의 다리가 사용되었으며, 때때로 쌍으로 건설되기도 했다.:245–46 일부 다리는 밧줄로 묶인 평행 통나무로 만들어졌으며, 돌 교대로 지탱되는 흙과 식물 섬유로 덮여 있었다, 다른 것들은 쌓인 돌 위에 놓인 석판으로 지어졌다. 나무 다리를 만드는 데 어려움을 겪는 것 중 하나는 통나무를 구하는 것이었다. 때때로 다리를 만드는 노동자들은 아주 먼 곳에서 목재를 가져와야 했다. 나무 다리는 약 8년마다 교체되었다.:637
다리 건설은 많은 노동자들의 도움으로 이루어졌다. 이는 우선 일반적으로 거친 돌과 옷을 입은 돌로 만든 교대 건설을 암시했다. 석조는 돌을 제자리에 고정하는 데 박격포가 사용되었다는 증거 없이도 매우 잘 맞을 수 있었다.:638 인카스는 철이 없는 상태에서 망치돌과 같은 간단한 도구를 사용하여 위쪽 바위의 윤곽이 아래 바위의 윤곽과 일치하도록 하여 박격포 없이 이음새가 완벽하게 맞도록 하는 석공 방법을 사용했다. [1]:310 간단한 통나무 다리의 경우 돌출된 지팡이 위에 일련의 통나무를 올려 공사를 진행했다.:632 돌다리는 길이가 더 짧을 수 있으며 더 얕은 강을 만들어야 했다. 필요할 때 교대와 중간 돌기둥 위에 슬래브를 설치하기도 했다. 최근 볼리비아에서는 하천이 흐를 수 있도록 상대적으로 작은 개구부를 만들고 그 위로 도로가 지나갈 수 있도록 계곡을 채우는 꽤 웅장한 돌 제방으로 구성된 매우 특별한 돌다리가 발견되었다.

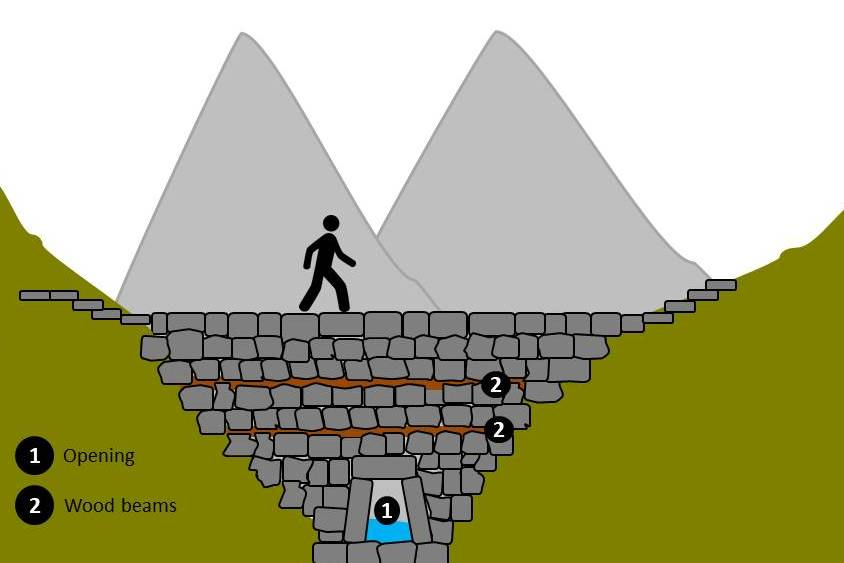
볼리비아 타리야 지역의 루미차카 스케치

강을 건너기 위해 평평한 둑을 따라 떠다니는 갈대를 사용하여 좌우로 배치된 토토라 보트를 만들고 토토라와 흙으로 덮었다.:632
잉카의 로프 다리는 좁은 계곡을 가로지르는 접근성도 제공했다. 쿠스코 서쪽의 아푸리막 강을 가로지르는 다리는 45 미터(148피트)의 거리에 걸쳐 있었다. 로프 다리는 약 2년마다 교체해야 했다. 이를 위해 강을 건너는 지역 사회들은 새로운 다리 건설을 위해 미타로 명령을 받았고, 오래된 다리는 절단되어 강으로 떨어졌다. 이러한 유형의 다리는 알티플라노의 전형적인 섬유인 아이추(스티파 아이추)와 같은 식물성 섬유로 만든 밧줄로 지어졌으며, 이 밧줄들은 다리 바닥 케이블, 두 난간 및 이들 사이의 필수 연결을 구성하는 코드와 로프를 형성했다.
협곡은 때때로 50 미터(160피트) 이상의 거리를 달릴 수 있는 대형 걸이 바구니 또는 오로야로 교차하기도 했다.

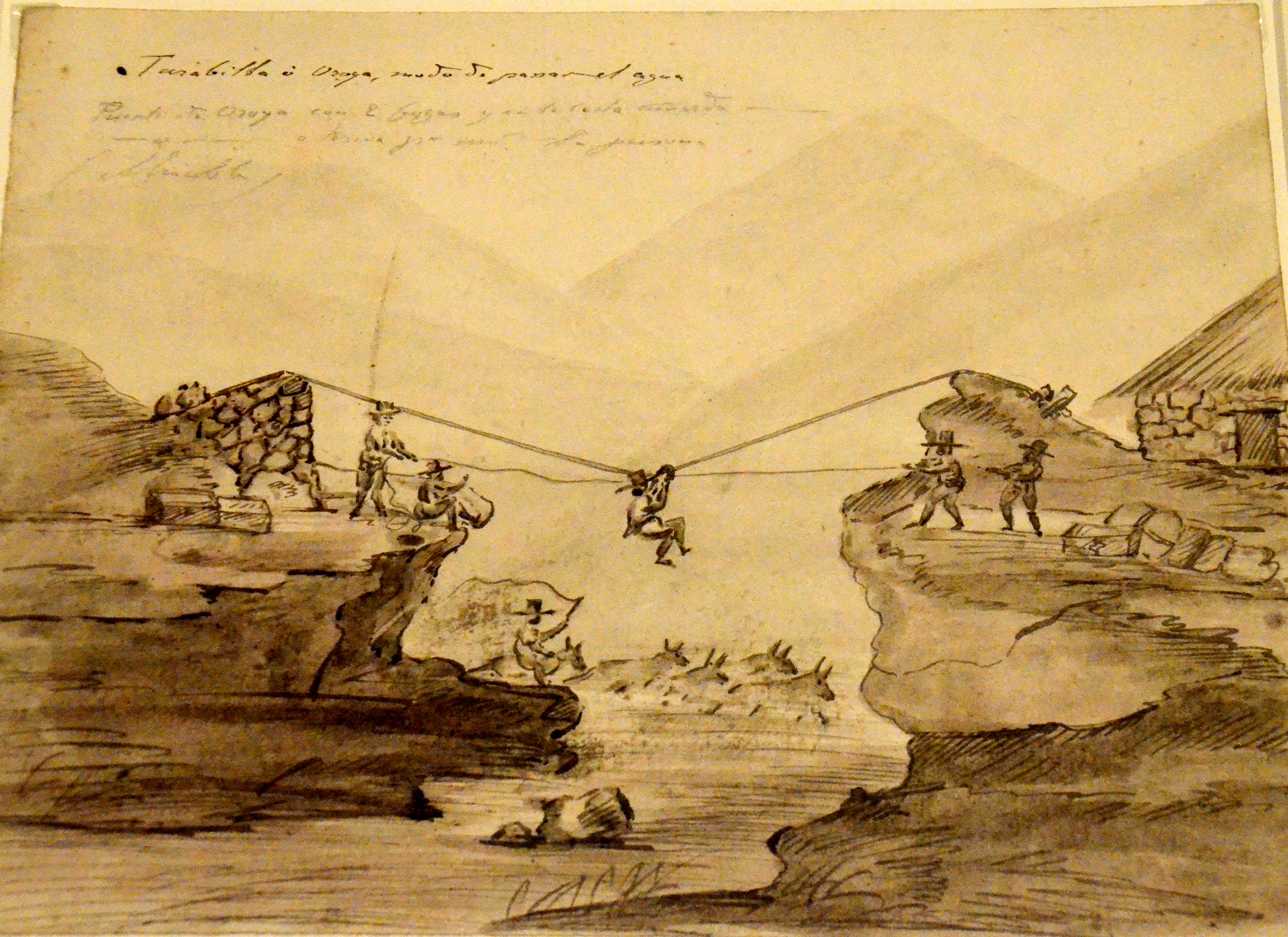
강을 건너기 위한 "오로야" 또는 바구니. 리마 "말리" 박물관에서 묘사된 종이의 수채화, 익명 - 공개 도메인

### 터널
유명한 아푸리막 로프 다리에 접근하려면 도로가 협곡의 가장 좁은 구간에 도달해야 했다. 이를 위해 도로는 자연 단층을 따라 계곡의 가파른 바위로 절단되었고, 길을 쉽게 만들기 위해 터널이 조각되었다. 터널에는 빛이 들어올 수 있도록 일련의 측면 개구부가 있었다. 잉카 도로를 따라 다른 터널의 흔적은 발견되지 않았다.

### 장비
가르실라소 데 라 베가 잉카 도로 시스템에 기반 시설이 있음을 강조한다. 제국 전역에 걸쳐 국가 관리와 차스키 전령을 위한 숙박소가 어디에나 있고, 공간이 잘 배치되어 있으며, 장비가 잘 갖춰져 있었다. 음식, 옷, 무기도 잉카 군대가 영토를 행진할 준비를 위해 보관되고 보관되었다.
탐보는 도로망 운영에서 가장 많고 아마도 더 중요한 건물이었을 것이다. 탐보는 다양한 건축물과 크기의 건축물로, 주로 여행자들의 숙소와 물품을 보관하는 역할을 했다. 이러한 이유로 탐보는 하루의 이동 간격에 위치해 있었지만, 거리에 불규칙성이 발견되었는데, 이는 아마도 수원의 존재, 농산물이 있는 토지의 존재, 잉카 이전의 센터의 존재 등 다양한 요인과 관련이 있을 것이다. T그 탐보는 아마도 지역 주민들에 의해 관리되었을 것이다. 왜냐하면 많은 탐보는 칸차(벽으로 둘러싸인 직사각형 인클로저, 아마도 보행자를 위한 숙소로 사용됨)와 콜카 및 칼랑카와 같은 다양한 용도의 추가 건축물이 있는 정착지와 관련이 있기 때문이다. 이들은 상당한 크기의 직사각형 건물로, 정복자들은 길이 때문에 헛간이라고 불렀다. 이 건물들은 잉카족이나 지역 엘리트, 미티마족 또는 다른 여행자들의 의식과 다양한 자연을 수용하는 데 사용되었다. 탐보는 너무 빈번해서 많은 안데스 지역 지명에 탐보라는 단어가 포함되어 있다.
길가에는 잉카 전령 차스키의 중계소인 차스키와시스가 자주 있었다. 이러한 장소에서 차스키는 다른 장소로 가져가야 하는 메시지를 기다렸다. 지속적으로 팽창하던 제국에게 빠른 정보의 흐름은 중요했다. 차스키와시스는 일반적으로 매우 작았고 고고학적 증거와 연구도 거의 없었다.

## Inca Trail to Machu Picchu

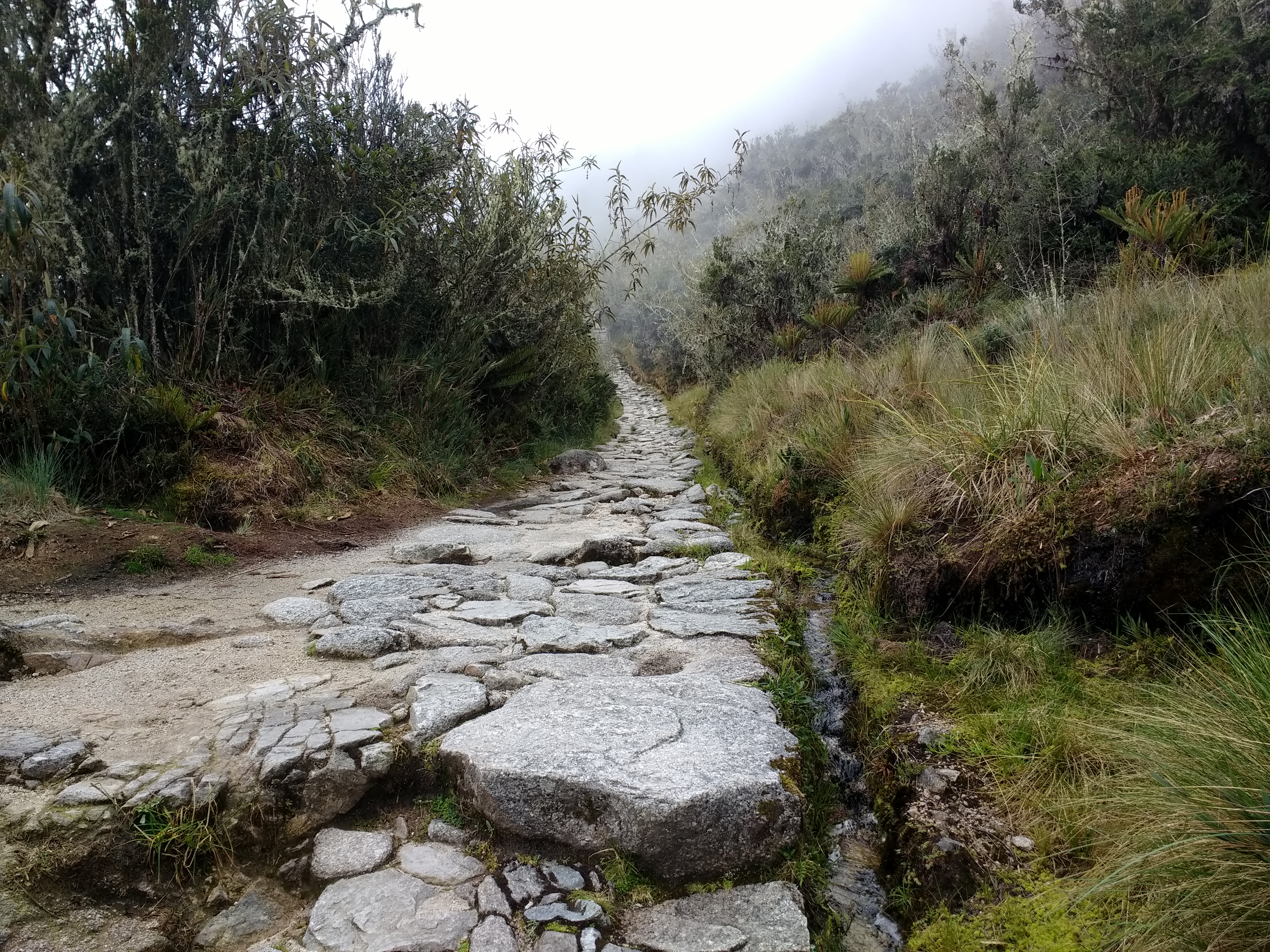
잉카 도로를 따라 마추픽추로 가는 길.

마추픽추는 지배 잉카와 수백 명의 하인들이 거주하는 왕실 영지 역할을 했다. 쿠스코와 제국의 다른 지역에서 정기적으로 상품과 서비스를 제공해야 했다. 이는 현장에 대규모 정부 저장 시설이 없다는 사실에서 입증된다. 1997년의 한 연구에 따르면, 계절적으로 보더라도 이곳의 농업 잠재력이 주민들을 지원하기에 충분하지 않았을 것이라고 결론지었다.

## 같이 보기
- 잉카 제국
- 잉카 사회
- 잉카 농업
- 잉카 건축
- 잉카 밧줄 다리